# لیخوتسوس
لیخوتسوس (به چکی: Lichoceves) یک منطقهٔ مسکونی در جمهوری چک است که در ناحیه پراگ-غرب واقع شده‌است. لیخوتسوس ۵٫۱۸ کیلومتر مربع مساحت و ۳۴۶ نفر جمعیت دارد و ۳۰۷ متر بالاتر از سطح دریا واقع شده‌است.